# 山上仁志
山上 仁志（やまがみ ひとし、1966年 - ）は、日本のゲームクリエイター、任天堂企画開発本部企画開発部第2グループマネージャー。大阪府出身、血液型はB型。

## 略歴
1989年、任天堂入社。開発第一部で『パネルでポン』などのパズルゲームや携帯ゲーム機向けゲームの開発に関わる。
近年はファイアーエムブレムシリーズプロデューサーなど複数のシリーズ作品のプロデューサーを主に務めている。

## 作品
| 発売年 | タイトル                                                    | 担当 |
| ------ | ----------------------------------------------------------- | --- |
| 1989   | ファミコン探偵倶楽部PartII うしろに立つ少女                 | デバッガー |
| 1990   | ファイアーエムブレム 暗黒竜と光の剣                         | デバッガー |
| 1991   | メトロイドII RETURN OF SAMUS                                | デバッガー |
| 1992   | ファイアーエムブレム外伝                                    | デバッガー |
| 1992   | マリオペイント                                              | マウスメーカースタッフ |
| 1992   | ヨッシーのクッキー                                          | ディレクター |
| 1993   | テトリスフラッシュ                                          | ディレクター |
| 1994   | スーパーマリオランド3 ワリオランド                          | テスティングプレイヤー |
| 1994   | Zoda's Revenge: StarTropics II（日本未発売）                | プログラマー |
| 1995   | マリオズテニス                                              | ディレクター |
| 1995   | パネルでポン                                                | ディレクター |
| 1995   | カービィのブロックボール                                    | スペシャルサンクス |
| 1996   | 3D Tetris（日本未発売）                                     | ゲームコーディネーター |
| 1996   | ヨッシーのパネポン                                          | ストーリープログラム コミュニケーションプログラム                                                                                                  |
| 1997   | ゲームボーイギャラリー                                      | ディレクター |
| 1997   | ゲームボーイギャラリー2                                     | ディレクター |
| 1998   | カービィのきらきらきっず                                    | ディレクター |
| 1998   | ポケットカメラ                                              | アディショナルプログラマー |
| 1999   | ゲームボーイギャラリー3                                     | ディレクター |
| 1999   | ファミコン文庫 はじまりの森                                 | ディレクター |
| 2000   | バルーンファイトGB                                          | ディレクター |
| 2000   | ポケモンでパネポン                                          | コンセプト コミュニケーションプログラムアドバイス ディレクション                                                                                   |
| 2000   | Pokémon Puzzle League（日本未発売）                         | オリジナルパズルゲームコンセプト パズルクリエイター                                                                                                |
| 2000   | 罪と罰 〜地球の継承者〜                                     | ディレクター |
| 2001   | F-ZERO FOR GAMEBOY ADVANCE                                  | プロデューサー プログラムスーパーバイザー |
| 2001   | Dr. Mario 64（日本未発売）                                  | ゲームデザイン ディレクター |
| 2001   | どこでも対局 役満アドバンス                                 | コンセプション |
| 2002   | どーもくんの不思議てれび                                    | ディレクター |
| 2002   | 伝説のスタフィー                                            | ディレクター |
| 2002   | ゲームボーイギャラリー4                                     | ディレクター |
| 2002   | ポケットモンスター ルビー・サファイア                       | タスクマネージャー |
| 2003   | NINTENDOパズルコレクション                                  | チーフディレクター コンセプション（パネルでポン） ゲームデザイン（パネルでポン） ディレクター（パネルでポン） プロデューサー（ヨッシーのクッキー） |
| 2003   | ファイアーエムブレム 烈火の剣                               | スーパーバイザー |
| 2003   | ワリオワールド                                              | ディレクター |
| 2003   | ゲームボーイウォーズアドバンス2                             | スーパーバイザー |
| 2003   | ポケモンピンボール ルビー&サファイア                        | タスクマネージャー |
| 2003   | 伝説のスタフィー2                                           | プロデューサー |
| 2003   | F-ZERO ファルコン伝説                                       | プロデューサー |
| 2004   | ポケットモンスター ファイアレッド・リーフグリーン           | タスクマネージャー |
| 2004   | 伝説のスタフィー3                                           | プロデューサー |
| 2004   | ファイアーエムブレム 聖魔の光石                             | プロデューサー |
| 2004   | F-ZERO CLIMAX                                               | プロデューサー |
| 2004   | ポケットモンスター エメラルド                               | プロデューサー |
| 2004   | ポケモンダッシュ                                            | プロデューサー |
| 2005   | 役満DS                                                      | プロデューサー |
| 2005   | ファイアーエムブレム 蒼炎の軌跡                             | プロデューサー |
| 2005   | のののパズルちゃいリアン                                    | プロジェクトマネージャー |
| 2005   | ファミコンウォーズDS                                        | プロデューサー |
| 2005   | Dance Dance Revolution with MARIO                           | プロデューサー |
| 2005   | ポケモンXD 闇の旋風ダーク・ルギア                           | プロダクションコーディネーター |
| 2005   | ジャンプスーパースターズ                                    | プロデューサー |
| 2005   | Dr.MARIO & パネルでポン                                     | コンセプション（パネルでポン） プロデューサー |
| 2005   | スクリューブレイカー 轟振どりるれろ                         | プロジェクトマネージメント |
| 2005   | スーパープリンセスピーチ                                    | プロデューサー |
| 2005   | ポケモントローゼ                                            | プロデューサー |
| 2005   | ポケモン不思議のダンジョン 青の救助隊・赤の救助隊           | プロデューサー |
| 2006   | ポケモンレンジャー                                          | プロダクトコーディネーター |
| 2006   | 伝説のスタフィー4                                           | プロデューサー |
| 2006   | テトリスDS                                                  | プロデューサー |
| 2006   | まわしてつなげる タッチパニック                             | プロデューサー |
| 2006   | 超操縦メカ MG                                               | プロデューサー |
| 2006   | ポケットモンスター ダイヤモンド・パール                     | プロデューサー |
| 2006   | ジャンプアルティメットスターズ                              | プロデューサー |
| 2006   | ポケモンバトルレボリューション                              | プロダクションコーディネーター |
| 2007   | 怪盗ワリオ・ザ・セブン                                      | プロデューサー |
| 2007   | ピクロスDS                                                  | プロデューサー |
| 2007   | ファイアーエムブレム 暁の女神                               | プロデューサー |
| 2007   | パネルでポンDS                                              | コンセプション プロデューサー |
| 2007   | くりきん ナノアイランドストーリー                           | プロデューサー |
| 2007   | もっと脳を鍛える大人のDSトレーニング（海外版）              | プロデューサー |
| 2007   | FOREVER BLUE                                                | プロデューサー |
| 2007   | ポケモン不思議のダンジョン 時の探検隊・闇の探検隊           | プロデューサー |
| 2007   | DS文学全集                                                  | プロデューサー |
| 2008   | ファミコンウォーズDS 失われた光                             | プロデューサー |
| 2008   | ポケモンレンジャー バトナージ                               | プロダクトコーディネーター |
| 2008   | Dr.MARIO & 細菌撲滅                                         | プロデューサー |
| 2008   | みんなのポケモン牧場                                        | プロダクトコーディネーター |
| 2008   | ぼくらはカセキホリダー                                      | プロデューサー |
| 2008   | 伝説のスタフィー たいけつ!ダイール海賊団                    | プロデューサー |
| 2008   | ファイアーエムブレム 新・暗黒竜と光の剣                     | プロデューサー |
| 2008   | ポケットモンスター プラチナ                                 | プロデューサー |
| 2008   | DISASTER DAY OF CRISIS                                      | プロデューサー |
| 2008   | わがままファッション ガールズモード                         | プロデューサー |
| 2008   | ちょっとDr.MARIO                                            | プロデューサー |
| 2009   | ポケモン不思議のダンジョン 空の探検隊                       | プロデューサー |
| 2009   | いつでもプリクラ☆キラデコプレミアム                         | プロデューサー |
| 2009   | 乱戦!ポケモンスクランブル                                   | プロダクトコーディネーター |
| 2009   | ポケモン不思議のダンジョン 冒険団シリーズ                   | プロデューサー |
| 2009   | あぁ無情 刹那                                               | プロデューサー |
| 2009   | ポケットモンスター ハートゴールド・ソウルシルバー           | プロデューサー |
| 2009   | FOREVER BLUE 海の呼び声                                     | プロデューサー |
| 2009   | 罪と罰 〜宇宙の後継者〜                                     | プロデューサー |
| 2009   | ポケパークWii 〜ピカチュウの大冒険〜                        | デベロップメントプロデューサー |
| 2010   | 斬撃のREGINLEIV                                             | プロデューサー |
| 2010   | ポケモンレンジャー 光の軌跡                                 | プロダクトコーディネーター |
| 2010   | ゼノブレイド                                                | ゼネラルプロデューサー |
| 2010   | ファイアーエムブレム 新・紋章の謎                           | プロデューサー |
| 2010   | すりぬけアナトウス                                          | プロデューサー |
| 2010   | ポケットモンスター ブラック・ホワイト                       | プロデューサー |
| 2010   | スーパーカセキホリダー                                      | プロデューサー |
| 2011   | ラストストーリー                                            | コプロデューサー |
| 2011   | バトル&ゲット! ポケモンタイピングDS                         | プロデューサー |
| 2011   | パンドラの塔 君のもとへ帰るまで                             | プロデューサー |
| 2011   | スーパーポケモンスクランブル                                | プロダクトコーディネーター |
| 2011   | 星のカービィWii                                             | プロデューサー |
| 2011   | ポケパーク2 〜Beyond the World〜                            | デベロップメントプロデューサー |
| 2012   | ポケモン+ノブナガの野望                                     | プロダクションコーディネーション |
| 2012   | ファイアーエムブレム 覚醒                                   | プロデューサー |
| 2012   | ポケットモンスター ブラック2・ホワイト2                     | プロデューサー |
| 2012   | ポケモンARサーチャー                                        | プロデューサー |
| 2012   | リズムハンター ハーモナイト                                 | プロデューサー |
| 2012   | わがままファッション GIRLS MODE よくばり宣言!               | プロデューサー |
| 2012   | ポケモン不思議のダンジョン マグナゲートと∞迷宮              | プロデューサー |
| 2013   | ポケモンスクランブル U                                      | プロデューサー |
| 2013   | The Wonderful 101                                           | プロデューサー |
| 2013   | ポケットモンスター X・Y                                     | プロデューサー |
| 2013   | Dr.LUIGI & 細菌撲滅                                         | プロデューサー |
| 2014   | 星のカービィ トリプルデラックス                             | プロデューサー |
| 2014   | カセキホリダー ムゲンギア                                   | プロデューサー |
| 2014   | ポケモンバトルトローゼ                                      | プロデューサー |
| 2014   | ポケモンアートアカデミー                                    | プロデューサー |
| 2014   | カービィファイターズZ                                       | プロデューサー |
| 2014   | デデデ大王のデデデでデンZ                                   | プロデューサー |
| 2014   | ベヨネッタ（Wii U版）                                       | プロデューサー |
| 2014   | ポケットモンスター オメガルビー・アルファサファイア         | プロデューサー |
| 2015   | タッチ!カービィ スーパーレインボー                          | プログレスマネージメント |
| 2015   | ポケとる                                                    | プロデューサー |
| 2015   | Code Name: S.T.E.A.M. リンカーンVSエイリアン                | プロデューサー |
| 2015   | みんなのポケモンスクランブル                                | プロデューサー |
| 2015   | GIRLS MODE 3 キラキラ☆コーデ                                | プロデューサー |
| 2015   | ゼノブレイドクロス                                          | プロデューサー |
| 2015   | ファイアーエムブレムif                                      | プロデューサー |
| 2015   | Devil's Third                                               | プロデューサー |
| 2015   | ポケモン超不思議のダンジョン                                | プロデューサー |
| 2015   | ポケモンピクロス                                            | プロデューサー |
| 2015   | 幻影異聞録♯FE                                               | プロデューサー |
| 2016   | 名探偵ピカチュウ 〜新コンビ誕生〜                           | プロデューサー |
| 2016   | 星のカービィ ロボボプラネット                               | プロデューサー |
| 2016   | ポケットモンスター サン・ムーン                             | プロデューサー |
| 2017   | みんなで!カービィハンターズZ                                | プロデューサー |
| 2017   | ファイアーエムブレム Echoes もうひとりの英雄王              | プロデューサー |
| 2017   | カービィのすいこみ大作戦                                    | プロデューサー |
| 2017   | Girls Mode 4 スター☆スタイリスト                            | プロデューサー |
| 2017   | カービィ バトルデラックス!                                  | プロデューサー |
| 2017   | ポケットモンスター ウルトラサン・ウルトラムーン             | プロデューサー |
| 2017   | ゼノブレイド2                                               | プロデューサー |
| 2018   | ベヨネッタ2                                                 | プロデューサー |
| 2018   | 星のカービィ スターアライズ                                 | プロデューサー |
| 2018   | 名探偵ピカチュウ                                            | プロデューサー |
| 2018   | ポケモンクエスト                                            | プロデューサー |
| 2018   | 超回転 寿司ストライカー The Way of Sushido                  | プロデューサー |
| 2018   | ポケットモンスター Let's Go! ピカチュウ・Let's Go! イーブイ | プロデューサー |
| 2019   | TETRIS 99                                                   | プロデューサー |
| 2019   | ファイアーエムブレム 風花雪月                               | プロデューサー |
| 2019   | ASTRAL CHAIN                                                | プロデューサー |
| 2019   | スーパーカービィハンターズ                                  | プロデューサー |
| 2019   | ポケットモンスター ソード・シールド                         | プロデューサー |
| 2020   | 幻影異聞録♯FE Encore                                        | プロデューサー |
| 2020   | ポケモン不思議のダンジョン 救助隊DX                         | プロデューサー |